# 福島県立テクノアカデミー
福島県立テクノアカデミー（ふくしまけんりつテクノアカデミー）は、2009年（平成21年）4月に開校した福島県立の職業能力開発短期大学校および職業能力開発校を併設する公共職業能力開発施設。「福島県立テクノアカデミー条例」に基づき設置・運営されている。

## 概要
福島県では、近年の社会経済状況や入学者の状況、民間教育訓練機関との競合状況等を踏まえるかたちで、普通課程・2年教育訓練の職業能力開発校再編を行い、普通課程の訓練科を新設・統合と定数削減の施策を行い廃止。 
その結果 郡山高等技術専門校は、自動車整備科を廃止し、建築デザイン科を建築科へ名称変更し継続。
会津高等技術専門校では 電気配管設備科を統合し、自動車実務科を自動車整備科へ名称変更し継続。
浜高等技術専門校では 機械技術科を新設、 自動車整備科を継続、アパレルシステム科を廃止し、建築技術科を建築科へ名称変更し定員を削減となっている。
福島県庁の管掌部署は商工労働部 産業人材育成課。

## 施設名称

### 福島県立テクノアカデミー郡山
- 福島県立テクノアカデミー郡山職業能力開発短期大学校 - 設置訓練科：精密機械工学科（20名）、知能情報デザイン学科（30名）
- 福島県立テクノアカデミー郡山職業能力開発校 - 設置訓練科：建築科（20名）

### 福島県立テクノアカデミー会津
- 福島県立テクノアカデミー会津職業能力開発短期大学校 - 設置訓練科：観光プロデュース学科（20名）
- 福島県立テクノアカデミー会津職業能力開発校 - 設置訓練科：自動車整備科、電気配管設備科

### 福島県立テクノアカデミー浜
- 福島県立テクノアカデミー浜職業能力開発短期大学校 - 設置訓練科：ロボット・環境エネルギーシステム学科（20名）
- 福島県立テクノアカデミー浜職業能力開発校 - 設置訓練科：自動車整備科、機械技術科、建築科

## その他
- テクノアカデミー郡山は、全国の職業能力開発短期大学校の中でも数少ない、国家資格の基本情報技術者試験（FE）の午前科目免除制度の認定校となっている[1][2]。